# ActivityPub
ActivityPub est protocole et un standard ouvert pour réseaux sociaux décentralisés basé sur le format ActivityStreams 2.0. Il a été officiellement publié comme recommandation du W3C le 23 janvier 2018.
Il fournit une API allant d'un client vers un serveur pour la création, la mise à jour et la suppression de contenu, ainsi qu'une API entre serveurs afin de permettre la fédération de notifications et de contenus. Cette norme est une évolution de Pump.io et est proposée comme remplacement d'OStatus par le groupe de travail sur le web social fédéré du W3C, lancé en juillet 2014, pour le Fediverse.

## Principe

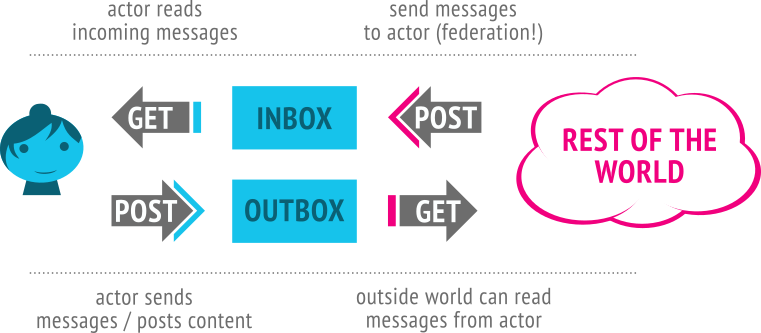
Mécanisme d'ActivityPub

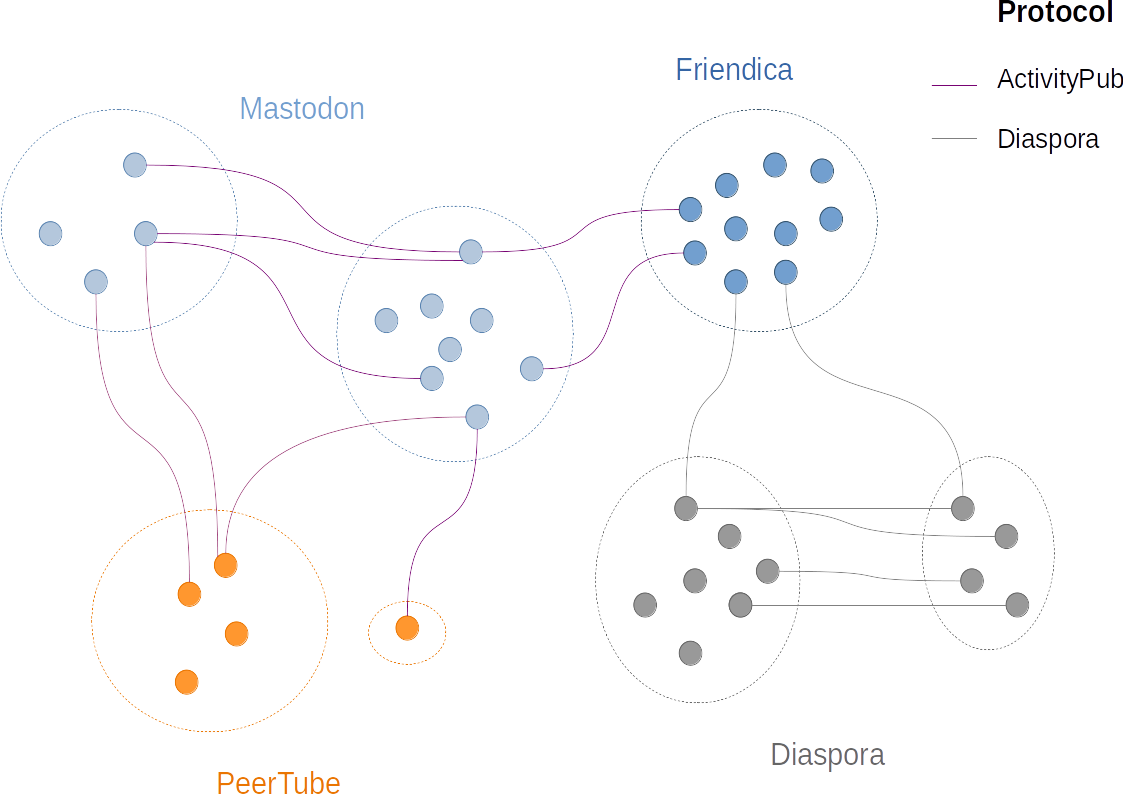
Fonctionnement du Fediverse

Chaque acteur du réseau, que ce soit un utilisateur, une chaîne de vidéos ou un blog par exemple possède une boîte de réception (« inbox ») et une boîte d'envoi (« outbox »), qui sont des URL. Chaque action (publication d'un message, invitation à un évènement, etc) est représentée par une activité, dont la liste est définie par le standard ActivityStreams.
Dans la fédération entre serveurs, lorsqu'un acteur réalise une action, le serveur qui l'accueille va créer l'activité correspondante et l'envoyer dans les boîtes de réception des destinataires, sur d'autres serveurs. Ces derniers vont alors enregistrer cette activité pour permettre aux clients de les manipuler par la suite. Un serveur peut aussi décider de récupérer le contenu de la boîte d'envoi d'un acteur, qui contient la liste des activités précédemment publiées par cet acteur.
Dans la fédération de client à serveur, une activité peut être envoyée à la boîte d'envoi par le client. Le serveur vérifiera alors qu'elle est conforme et la modifiera si besoin, et l'enverra vers les boîtes de réception des destinataires. Le client peut aussi récupérer le contenu de la boîte de réception d'un acteur pour l'afficher et permettre d'interagir avec ce contenu.

## État du projet
ActivityPub est un standard de l'Internet recommandé depuis janvier 2018 par le Web Social Networking Group du World Wide Web Consortium (W3C). À un stade plus précoce, le nom du protocole a été « ActivityPump » mais il a été estimé qu'ActivityPub était plus indiqué pour décrire le but de publication sur de multiples serveurs du protocole.
D'autres protocoles, et formats viennent s'ajouter autour d'ActivityPub, tels que le format Activity Streams, ou le protocole pour les forges logicielles, ForgeFed, dépôt Git décentralisé et fédéré via ActivityPub.

## Implémentations

### Bibliothèques
Il existe différentes bibliothèques permettant d'interfacer une application avec ActivityPub.
Pour le langage Go, au sein du projet Go-Fed, la bibliothèque Activity.
Pour le langage Ruby, les gems Activitypub-rails, permettant de l'utiliser au sein du framework Ruby on Rails, ou Social_web-activity_pub pour Rack.
Pour le langage Rust, le Crate Activitystreams, qui assure également les fonctions de l'ancien Crate Activitypub, fournissant également les outils pour le format Activity Stream.
Pour le langage Python, la bibliothèque Activitypub de DSBlank est conçue pour fonctionner avec les cadriciels Flask et Tornado (en)

### Services
- Anfora, galerie de photo ;
- Bookwyrm, critiques de livres et découverte de nouvelles lectures ;
- castopod, un serveur de podcast audio ;
- Discourse, un forum de discussion ;
- Distbin, permet comme Pastebin de placer des morceaux de texte (principalement utilisé pour du code source), mais, contrairement à celui-ci, est décentralisé[13].
- Dokieli, outil d'édition décentralisé d'article, permettant les annotations sur des textes ou autre objets par des tiers et les partages/retour de ces notations[14].
- Friendica, moteur de microblog[15]
- ForgeFed et Forgejo, Une extension du protocole ActivityPub afin de permettre des échanges entre des forges logicielles. Vervis est l'implémentation de référence, et le protocole est en cours d'implémentation dans Gitea[16], à la suite d'un financement à la fondation néerlandaise NLnet (nl)[17] ;
- Funkwhale, un logiciel de streaming musical décentralisé implémente ActivityPub[18].
- Gnu social, logiciel de microblogage.
- Hubzilla a implémenté ActivityPub, grâce au plugin PubCrawl, dès la version 2.8 (octobre 2017)[19]. Il supporte également Zot6[20].
- Lemmy, agrégateur de liens inspiré par Reddit[21] ;
- Littr.go, agrégateur de liens inspiré par Reddit ;
- Mastodon est un réseau social qui a mis en place ActivityPub à partir de la version 1.6[22].
- Microblog.pub, microblog léger en PHP.
- Misskey, projet dérivé de Mastodon ;
- Mobilizon, logiciel d'organisation d'évènements et de gestion de groupes, à l'initiative de Framasoft[23],[24],[25].
- Nextcloud supporte ActivityPub[26], depuis sa version 15, sortie le 10 décembre 2018[27].
- Olki, système de publication scientifique développé par Loria ;
- Owncast, un outil de diffusion vidéo comportant un chat depuis la 0.0.11 (mars 2022).
- PeerTube, un logiciel d'hébergement de vidéos décentralisé[28] qui permet les commentaires et diffusion depuis d'autres plateformes comme Mastodon ou Pleroma ;
- Pixelfed, un système de partage d'images [29],[30] ;
- Pleroma, système de microblog limité à 5 000 caractères fédéré, intégrant une messagerie instantanée[31] ;
- Plume, système de blog[32].
- SocialHome, un constructeur de profil personnel fédéré, permet le microblogging ou des billets de blog complets[33] ;
- WordPress comporte un plugin ActivityPub ;
- Write.as, un moteur de blog[34] ;
- WriteFreely, un moteur de blog léger écrit en Go[35].
- Osada, un réseau social basé sur ActivityPub et Zot6[36].

### Services peu intéressés
- Le réseau social Diaspora* dont 2 développeurs ont participé aux spécifications entre avril 2017 et janvier 2018, mais l'idée est abandonnée au moins à court terme et l'équipe principale ne semble pas y être enthousiaste[37].